# Іфа

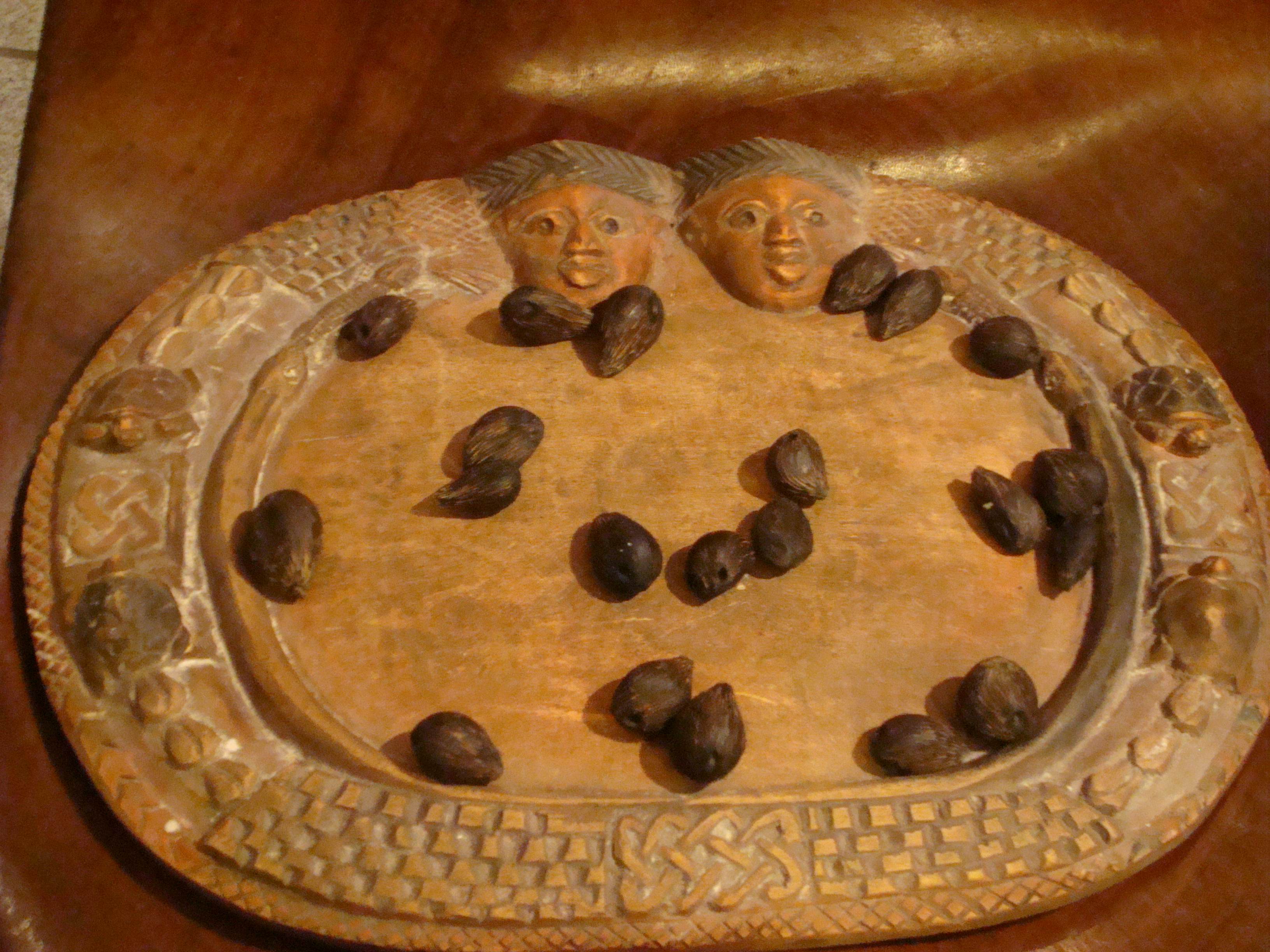
Горіхи кола для ворожіння

Іфа — одна з форм ворожіння у йоруба, що використовує горіхи кола і особливу систему оцінок. Цим же ім'ям іноді називають бога ворожіння Орунміла.
Ворожіння Іфа базується на інтерпретації 256 Оду — початкових матриць, з яких розгортається Всесвіт. До кожного з 256 Оду відноситься величезна кількість віршів, (священних текстів Іфа), за допомогою яких жрець під керівництвом і впливом Духа Ела інтерпретує кожне Оду.
Жрець, який здійснює ритуал ворожіння Іфа носить назву «Бабалаво» (буквально «батько таємниць»).
Центри вивчення африканської релігії йоруба Іфа і Оріша діють і за межами Африки, зокрема в Україні, Росії та Молдові.